# Menorquí
El menorquí és un subdialecte català parlat a l'illa de Menorca, que forma part del català balear i del bloc oriental del català.
El menorquí participa en general dels trets generals del català balear, amb algunes característiques pròpies, compartides amb l'eivissenc o el mallorquí, o compartides amb el català central. Fins al segle xviii havia estat un parlar molt uniforme (i, per tant, amb pocs trets que el diferenciassin del balear), però cap a finals del segle xix, amb les diverses ocupacions que va patir, aquesta homogeneïtat es va trencar. El dialecte que li és més semblant és el mallorquí, i en concret el parlar de Sóller.

## Vocalisme

### Vocalisme tònic
El vocalisme tònic del menorquí és el sistema originari del bloc oriental, que ha romàs inalterat. Així doncs, Ē i Ĭ del llatí (la e tancada /e/ del proto-romanç) són /ə/ en menorquí (PLĒNUM > pl[ə], PĬRA > p[ə]ra); no obstant això, a la part oriental de l'illa (les poblacions de Maó, es Castell, Sant Lluís, Sant Climent, Alaior, es Mercadal i Fornells), aquest sistema vocàlic ha evolucionat cap a un sistema de solament set vocals tòniques, de manera que la vocal neutra tònica ha convergit en /ɛ/, de la mateixa manera que es va esdevenir en eivissenc occidental, en central i en tres viles mallorquines. Sembla que el fenomen va aparèixer cap a principis del segle xix a Maó, i d'allà s'ha anat escampant tot al llarg del segle xx: primer a Alaior, després a Fornells, el Mercadal i Sant Lluís, i finalment al Castell i a Sant Climent. La frontera s'ha aturat a mitja illa, sens dubte per qüestions sociolingüístiques: existeix una rivalitat forta entre Ciutadella i Maó, i els parlants d'una i altra localitat fan befa del parlar de l'altre, de manera que no accedirien a adoptar un tret lingüístic que identifiquen com a propi del contrari.

### Vocalisme àton
Com la resta del català oriental a excepció del mallorquí, el menorquí ha neutralitzat les /ɔ/, /o/ i /u/ àtones en [u], per a igualar la sèrie posterior a l'anterior.
El menorquí comparteix força elements del vocalisme amb tot el balear, entre els quals:
- El grup /wə/ esdevé /o/, després neutralitzat en [u], i així aigua, Pasqua i llengua esdevenen aigu, Pascu i llengu.[2][3].
- La vocal neutra s'endarrereix cap a o, després neutralitzat en [u], quan apareix o a una síl·laba adjacent: home i genoll esdevenen homu i junoll[4].

A qualque lloc com Ferreries, la neutra àtona en posició final es pot avançar fins a [ɛ], de manera semblant al que s'esdevé en bona part del nord-occidental. Cal notar que el canvi és sobre la vocal neutra, de manera que hom diu cas[ɛ], di[ɛ] i també llibr[ɛ], mentre que en lleidatà hom diria cas[ɛ], di[ɛ] però llibr[e].

### Consonantisme
El menorquí comparteix amb la resta del balear força particularitats pel que fa al consonantisme, entre els quals:
- Manteniment de la /v/ com a fonema diferent de /b/[3].
- Es tracta d'un parlar ioditzant. A més, la i resultant es perd entre vocals, per bé que en el pretèrit imperfet encara hi ha gent que deixa sentir la dita i, pronunciant deia, veia. Així doncs, hom diu [gúə] 'agulla', [véə] 'vella'), [fúə] 'fulla', [páə] 'palla'. Aquest mateix fenomen també es produeix a certes viles de Mallorca, com ara Sóller, la Pobla d'Huialfàs i Santa Margalida[3]. A més, a Maó el ieisme està força generalitzat, tot i que sembla que no és d'influència castellana.
- Manteniment sense palatalitzar del grup antic tl en mots com batle i ametla[3].
- Com en mallorquí, es donen molts casos d'assimilació consonàntica. Per exemple, cap moix s'hi pronuncia com cam moix[3].

D'altra banda, a diferència de la resta del balear i semblantment al central, les r implosives s'articulen vibrants, i no bategants o aproximants com fan el mallorquí i l'eivissenc.

## Morfologia i sintaxi
Com la resta del balear, el menorquí fa ús de l'article salat. Les formes són es al masculí (pronunciat [əd͡z] al plural davant de vocal) i sa i ses al femení. També fa ús de l'article nominal davant de persones: en Joan i na Maria.
Conserva els plurals sense epèntesi de o en mots com bosc i gust, que fan el plural boscs i gusts (pronunciats [bɔts] i [guts]); això també s'esdevé en mallorquí.
Pel que fa a la morfologia verbal, com la resta del balear conserva força inalterada la primera conjugació del català antic:
- Manteniment del morfema zero a la primera persona, com a la resta de conjugacions: jo cant, jo perd, jo servesc[6].
- Manteniment del vocalisme a a les persones del plural del present: cantam, cantau[6].
- En canvi, a diferència del mallorquí i l'eivissenc, i igual que la resta del català, ha adoptat el vocalisme e a l'imperfet de subjuntiu: que jo cantés, que tu cantessis, en comptes de cantàs, cantassis... També desconeix el model clàssic del subjuntiu, que encara es podia sentir fins fa poc a Mallorca i Eivissa: que jo cant, que tu cants, que ell cant, i ha generalitzat canti, cantis, canti[6].

En els grups clítics formats per un verb i un o més pronoms febles, l'accent recau sobre el pronom, com a la resta del balear i com en rossellonès: cercar-té, cantar-lá (pronunciats amb [ə] tònica), anar-hí.
Encara es pot sentir el verb ser com a auxiliar, un tret conservat del català clàssic: som vengut en comptes de he vingut.

## Lèxic
Com a causa de l'ocupació anglesa de Menorca, que va ser de gairebé cent anys entre 1708 i 1802, el menorquí ha incorporat un bon grapat d'anglicismes desconeguts a la resta del territori. Molts dels quals avui en dia s'han perdut, però encara n'hi ha que perviuen, com ara xoc 'guix' (de l'anglès chalk), boínder 'balcó tancat, hiverner' (de l'anglès bow window), ull blec 'ull de vellut' (de l'anglès black), mèrvels 'bolles' (de l'anglès marbles).
El menorquí comparteix molts d'elements lèxics amb el mallorquí, com ara doblers 'diners', embullar 'embolicar, complicar', empegueir-se 'sentir vergonya', enfora 'lluny', espira 'espurna', frissar 'tenir pressa', llenegar 'relliscar', moscard 'mosquit', renou 'soroll.
D'altres són compartits amb tot el balear, com ara besada 'bes', devora 'al costat', moix 'gat', trempar 'amanir'.
Finalment, també compta amb qualque dialectalisme propi, com ara escatar 'enllestir, deixar acabada una cosa', lloguer 'paga', sèu 'greix animal i principalment el del porc', llenya 'fusta'.